# نینا آندریچ
نینا آندریچ (لهستانی: Nina Andrycz؛ ‏ ۱۱ نوامبر ۱۹۱۲ – ۳۱ ژانویهٔ ۲۰۱۴) بازیگر و نویسنده اهل لهستان بود. وی بین سال‌های ۱۹۳۴ تا ۲۰۰۸ میلادی فعالیت می‌کرد.
از فیلم‌ها یا مجموعه‌های تلویزیونی که وی در آن‌ها نقش داشته‌است، می‌توان به یک قلب گرم و قرارداد اشاره نمود.